# Paolo Tiramani
Paolo Tiramani (Borgosesia, 25 aprile 1983) è un politico italiano, deputato per la Lega nella XVIII legislatura.

## Biografia
Nato a Borgosesia nel 1983, Tiramani si è diplomato ragioniere all’ITC Caimi di Varallo nel 2002 e ha conseguito la laurea in economia dei mercati globali presso l'Università degli Studi del Piemonte Orientale Amedeo Avogadro nel 2007.
Appassionato da sempre di politica, è iscritto sin da giovanissimo al movimento della Lega Nord.
Sposato con Francesca Ricca, Consigliere Comunale a Novara, hanno un figlio di nome Jacopo. 
Ha lavorato presso un istituto bancario e dopo l'esperienza come Consigliere Regionale si è dedicato all'ambito sanitario e socio assistenziale, dando vita a diverse iniziative privatistiche, tra cui una Residenza per Anziani a Novara
Nel 2006 entra in carica come consigliere comunale a Borgosesia, per essere poi rieletto nel 2009, dal 2009 al 2010 è nominato vicepresidente e assessore della provincia di Vercelli.
Nel 2010 viene eletto al consiglio regionale della Regione Piemonte alle elezioni regionali, carica che manterrà fino al 2014.
Dopo essere stato riconfermato consigliere comunale nel 2014, nel 2017 viene eletto sindaco di Borgosesia con il 38,85% dei voti, succedendo al defunto Gianluca Buonanno e rimanendo in carica fino al 2022.
Alle elezioni politiche del 4 marzo 2018 viene eletto deputato della XVIII legislatura nella lista della Lega nel collegio uninominale di Vercelli.
Dal 21 giugno 2018 è componente della XII Commissione Affari Sociali.
Dal 17 luglio 2018 è stato componente della Commissione Parlamentare per l'Indirizzo Generale e la Vigilanza dei Servizi Radiotelevisivi, dove ricopre il ruolo di Capogruppo, carica da cui si è dimesso a fine 2020, sostituito da Alessandro Morelli.
Il 22 agosto 2022 a seguito della riduzione del numero dei Parlamentari e visti i rapporti non idilliaci con il segretario regionale Riccardo Molinari, viene escluso dalle liste elettorali per il rinnovo del mandato parlamentare.
Il 22 marzo 2023 viene espulso dalla Lega a seguito di alcune dichiarazioni stampa ritenute, dalla Lega, lesive nei confronti dell'immagine del partito stesso; secondo Tiramani questa mossa è da attribuire al segretario regionale Riccardo Molinari.
Nel giugno del 2023 fonda con alcuni amministratori locali e semplici cittadini  Piemonte al Centro, associazione politica legata ad Alternativa Popolare di Stefano Bandecchi, con lo scopo di aggregare persone deluse dal centrodestra e il centrosinistra a livello regionale.

## Vicende giudiziarie
Durante il suo periodo in Consiglio Regionale viene coinvolto nella cosiddetta "Rimborsopoli" piemontese e accusato di avere utilizzato indebitamente i fondi del gruppo regionale, in particolare gli vengono contestate alcune spese relative ad un viaggio della moglie a Venezia. Viene assolto il 7 Ottobre 2016 con formula piena perché il fatto non sussiste in primo grado, ma la Procura presenta appello dove viene chiesta per lui una condanna a 2 anni e 4 mesi.
Viene condannato nella sentenza di appello del 24 luglio 2018 ad 1 anno e 5 mesi. Annuncia subito ricorso in Cassazione.
Il 20 dicembre 2018 viene sospeso dal suo incarico di sindaco per effetto della legge Severino a seguito della sua condanna in secondo grado nel caso "Rimborsopoli".
Il 17 febbraio 2019 vince il ricorso contro la sospensione dall'incarico di sindaco su disposizione del tribunale di Vercelli, rientrando a svolgere la sua funzione a tutti gli effetti.
Il 18 novembre 2019 la Cassazione annulla la sentenza di condanna della Corte d'Appello di Torino chiedendo che il processo fosse nuovamente celebrato per prendere una nuova decisione.
Il 14 dicembre 2021 la Corte d'Appello conferma la condanna a un anno e 5 mesi.
Anche in questo caso annuncia subito ricorso in Cassazione.
Il 17 marzo 2022 annuncia che non si ricandiderà a Sindaco di Borgosesia, in attesa della sentenza in Cassazione prevista per l'anno successivo.
Il 16 febbraio 2023 viene condannato in via definitiva a un anno e 5 mesi.  Due giorni dopo annuncia il ricorso alla Corte Europea dei diritti dell'uomo, in quanto su situazioni sovrapponibili la giurisprudenza italiana si è espressa spesso in maniera difforme, non addebitando ad altri consiglieri di altre regioni, il reato di peculato per le medesime condotte.